# キールズ
キールズ (KIEHL'S SINCE1851) はスキンケア、ボディケア、ヘアケア製品を展開するブランドである。

## アポセカリー(調剤薬局)というスタイル
キールズのスタートは一軒のアポセカリー(調剤薬局)だった。店頭では薬学の知識を持ったスペシャリストが客にカウンセリング。その処方箋をもとにバックヤードで調合を行う。何種類ものハーブやオイルを組み合わせて一人ひとりの異なる悩みにきめ細かく対応していくことが創業当時の使命だった。
160年以上の時を経た今もその伝統は先端科学技術へと引き継がれている。

## キールズコミュニティ活動
キールズにとってコミュニティの核である、子供・地球環境・HIVを支援。

## KIEHL'S GIVES FOR JAPAN − 日本での活動 −
キールズジャパンは2011年6月から東日本大震災の長期的支援を中心とした社会貢献活動を続けている。
- スローガンは「KIEHL'S GIVES FOR JAPAN − キールズができること−」
- 2011年
  - 6月 「赤いハート」の限定ラベルが登場 キールズクリーム UFCの「赤いハート」の限定ラベルが登場。キールズクリーム UFC及びキールズ オイルフリージェル クリーム UFCの売上1個につき100円を特定非営利活動法人ピースウィンズ・ジャパンを通じて東日本大震災支援への活動「COMFORT FOR KIDS(子どもたちに安心と安らぎを)」プログラムなどに寄付。
  - 8月 気仙沼市の子どもらを東京観光へ 特定非営利活動法人ピースウィンズ・ジャパンと協力し、気仙沼市の子どもら100名を東京観光へ招待。また、キールズクリーム UFCの160周年記念限定ジャンボサイズの売上1個につき300円を東日本大震災復興支援への活動に寄付。
  - 12月 東北の学生が描いた限定デザイン 復興支援プロジェクトの第二弾として、東北の学生が描いた「ハート」をキールズクリーム UFCの蓋にのせた限定デザイン2種を発表し、売上1個につき100円 を東日本大震災復興支援への活動に寄付。
- 2012年
  - 3月 キールズチーム+一般ボランティア4名と共に キールズチーム+一般ボランティア4名と共に、気仙沼の子供達とそのお母様達にハンドマッサージやキールズのボディクリームを使ったオリジナルラベル製作などのイベントを開催。
  - 6月 数量限定ジャンボサイズで大震災復興支援へ キールズ オイルフリージェル クリーム UFCの数量限定ジャンボサイズの売上1個につき300円を東日本大震災復興支援への活動に寄付。
  - 10月 クリエーター4名とコラボレーション クリエーター4名とコラボレーションしたキールズクリームUFCを発表し、売上1個につき100円を特定非営利活動法人(認定 NPO) ピースウィンズ・ジャパンを通じて東日本大震災復興支援への活動に寄付。
- 2013年
  - 3月 東京の子供たちから東北の子供たちへ キールズチームと子供たちは銀座店にて、“We Care. -いつも想って いるよ。"の想いを込めたメッセージアートを制作し、「ふくしまインドアパーク(認定NPO法人フローレンス運営)」へ贈呈。
  - 10月 東北の子どもたちにLOVEを 3名のアーティストとコラボレーションしたキールズクリームUFCを発表し、売上1個につき100円を「ふくしまイ ンドアパーク(認定NPOフローレンス運営)」へ寄付。
  - 「ふくしまインドアパーク」継続的運営のために ハローキティとのコラボレーションセットの売り上げの一部を、 「ふくしまインドアパーク」の継続的運営のために寄付。
- 2014年
  - 5月 日本の子どもたちにDREAMを  アニメ「宇宙兄弟」とコラボレーションした限定チャリティラベルの「キールズ UFオイルフリー ジェル」及び「キールズクリーム UFC」売上純益100%を認定NPO 法人フローレンス運営「ひとり親家庭支援」に寄付。
  - 11月 LOVEの“種”を届けよう。  一つ、また一つ、地球に笑顔が咲いていくように。 モデル/タレントのラブリとコラボレーションした限定「キールズ× ラブリ 美肌セット」の売上の一部を「ふくしまインドアバーク (福島県郡山市/認定NPO法人フローレンス運営)」に寄付。
- 2015年
  - 2月 東北の子どもたちに、もう一度桜を  -SAKURA1000プロジェクト第一弾- A BATHING APEとコラボレーションした限定パッケージ「キールズクリーム UFC」の売上純益100%を「認定NPO法人さくら並木ネットワーク」に
  - 6月 東北の子どもたちに、もう一度桜を  -SAKURA1000プロジェクト第二弾- イラストレーター buggyとコラボレーションした限定パッケージ「キールズ レアアース マスク」の売上純益100%を「認定NPO法人 さくら並木ネットワーク」に寄付。
- 2016年
  - 1月 キールズチャリティーSAKURA 10002016年:第一弾桜を植える アーティスト SHETA(シータ)とコラボレーションした限定パッケージ「キールズクリームUFC」及び「キールズ モイスチャーパーム UFB」の売上1個につき100円(キールズクリームUFC ジャンボサイズは300円)を、「NPO法人 さくら並木ネットワーク」に寄付。
  - 3月・4月 キールズチャリティーSAKURA 1000 -桜の植樹活動 岩手県山田町「復興さくらの丘」と宮城県玉浦小学校に植樹。岩手県山田町の観光施設「船越家族旅行村」には、震災前約1000本の桜がありましたが、津波で半分が流出してしまいました。キールズは、津波が到達した地点よりも高い場所に新たな桜並木を作るプロジェクトに参加し、岩手県山田町「復興さくらの丘」にて植樹を行いました。
  - 6月 キールズチャリティーSAKURA10002016年:第二弾桜を育てる  アーティスト SHETA(シータ)とコラボレーションした限定パッケージ「キールズ レアアースマスク」の 売上1個につき100円を、「NPO法人さくら並木ネットワーク」に東北の桜の育成費用として寄付。
  - 6月 キールズワンダーカード -熊本地震の被災地支援-  キールズ ワンダーカードの特典として、2015年9月以降2016年5月までお客様よりご寄付いただいた金額を、熊本地震の被災地支援活動のため「特定NPO ピースウィンズ・ジャパン」へ寄付しました。
- 2017年
  - 4月 キールズチャリティーSAKURA 1000 -桜の植樹活動 2017 第1弾- 宮城県東松原市「のびる幼稚園」で、桜の植樹を行いました。「のびる幼稚園」は、東日本大震災の大津波 によって園舎が全壊し、移転して新園舎となりました。元気いっぱいの園児たちと一緒に植樹を行いました。
  - 4月キールズチャリティーSAKURA 1000 -桜の植樹活動 2017 第2弾- 岩手県山田町「復興さくらの丘」植樹感謝祭で、桜の植樹を行いました。震災前には約1,000本あった桜 のうち半分が津波で流されてしまった岩手県山田町では、5年前から津波が到達した地点よりも高い場 所に新たな桜並木を作るプロジェクトをすすめてきました。そして、2017年は植樹の目標本数達成という記念の年となりました。
  - 6月 キールズチャリティー -動物と子どもの、より良い未来のために-  アーティスト坂本美雨とコラボレーションした「キールズ レアアースマスク」限定パッケージの売上の 純益100%を、動物愛護をサポートするため、「一般社団法人ランコントレ・ミグノン」に寄付。
  - 9月 キールズグローバルチャリティー -ASDの子どもたちと家族のサポート-  チャリティーパートナーの俳優マシュー・マコノヒーデザイン監修による 限定製品の販売や、動画の拡散により上限200,000ドルを ASD(自閉症スペクトラム)支援団体オーティズム・スピークスに寄付。

### 財団

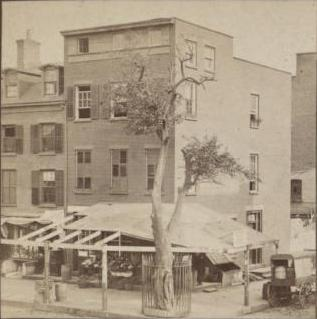
現在、1900年頃のマンハッタンのイーストビレッジで、サードツリーとイースト13ストリートの角。「ペアツリーコーナー」として知られている。キールズは、1851年の創業以来ここに存在する。

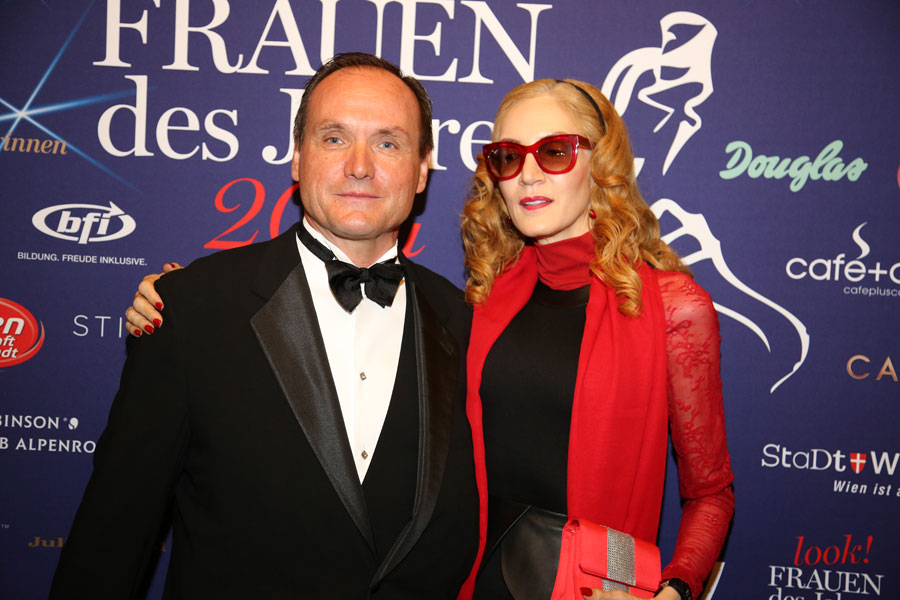
キールの現社長： クラウスハイデガー 、元社長：ジェイモースハイデガー（2014年）。

## 歴史

### 沿革
- 1851年 - キールズの起源となるアポセカリー創業。天然由来成分を使用した薬用軟膏などを提供していた、19世紀の典型的なアポセカリー（欧米の調剤薬局）が、ニューヨークの一角にオープンした。
- 1894年 - 薬剤師だったジョン・キールが、アポセカリーだった店舗を買収し経営を開始する。
- 1921年 - キールズ製品第一号誕生。ジョン・キールの弟子だったハーブ研究家のアービン・モースが退職したジョン・キールから店舗を買い取り、「キールズ」の名前を断承して営業を継続。アービン・モースの尽力によって初代のキールズ製品が開発され、従来のファーマシーとは異なる丁寧なフルサービスを提供していた。
- 1922年 - アービン・モースは、顧客が納得して製品を使えるようにと、「TRY BEFORE YOU BUY」というサンプリングサービスを提唱。これは95年以上変わらずキールズが大切にしている信念で、今もなお全世界で年間850万枚を超えるサンプリングが行われている。
- 1924年 - 全成分を製品ラベルに明記開始。顧客に製品に含まれる成分とその作用、処方や品質、効果など全ての情報を正確に伝え、安心して購入できるようにとの配慮から、キールズでは業界の先駆けとして、米国で法令化される以前からこれを開始している。
- 1961年 - アーロン・モースの登場。アービン・モースの息子、アーロン・モースは、初期のペニシリン開発への参加や、放射線によるやけどを治療する特殊なアロエクリームをアメリカ合衆国政府に提供するなど、化学成分開発の先駆者でもあった。その能力は、化粧品の製造に生かされることとなった。
- 1962年 - キールズの代表製品が続々誕生。1962年以降は、アンディ・ウォーホルが愛したブルー アストリンジェント ハーバルローションや、カレンデュラ トナー、リップ バーム No.1、モイスチャライザーUFMなど、今日でも愛され続けるキールズの名品の数々が誕生した。
- 1979年 - スミソニアン国立博物館がキールズ製品を展示。1979年に、スミソニアン博物館が開催した「公衆衛生と薬学」の展示会では、アーロン・モースの知識や研究の成果、革新的な技術の貢献が評価され、103ものキールズ製品や歴史的なアイテムが展示された。。現在でも、スミソニアン博物館のコレクションとして永久展示されている。
- 1988年 - キールズ製品がエベレスト山登頂をサポート。世界で初めて、無酸素補給によるエベレスト登頂を成功させた「エベレスト88」が、登頂の際に８つのキールズ製品を持参。過酷な環境下でも、登山家たちの健やかな肌を保つサポートをした。
- 1989年 - 3代に渡って引き継がれるキールズ。キールズの伝統は、アーロン・モースの娘ジェーミと、スキーワールドカップのチャンピオンでもある夫のクラウス・ハイデッカーに受け継がれた。お客様の熱烈な要望に応えるべく、通信販売のサービスを開始。また、海外にも新店舗をオープンした。
- 2005年 - キールズDERMATOLOGIST SOLUTIONSライン誕生。アポセカリーという原点を生かして、科学・ハーブの知識を基に、皮膚科学のエキスパートの協力を得た、スキンケア「DSライン」が誕生した。
- 2011年 - キールズの創業者たちによる経営理念 “Mission of Kiehl’s”に基づき、コミュニティーへの還元と社会に対する責任は、現在のキールズにも深く刻まれている。Kiehl’s GIVESという名のもと、①環境保護②子供サポート③エイズ研究や教育サポートの三つの分野で様々な社会貢献活動を行っています。
- 2016年 - 165周年をアポセカリープリパレ―ションというパーソナライズ製品発売で祝福。スミソニアン博物館には、新しく追加された製品がコレクションに追加。

## ビジネス

### SNS広告・マーケティング

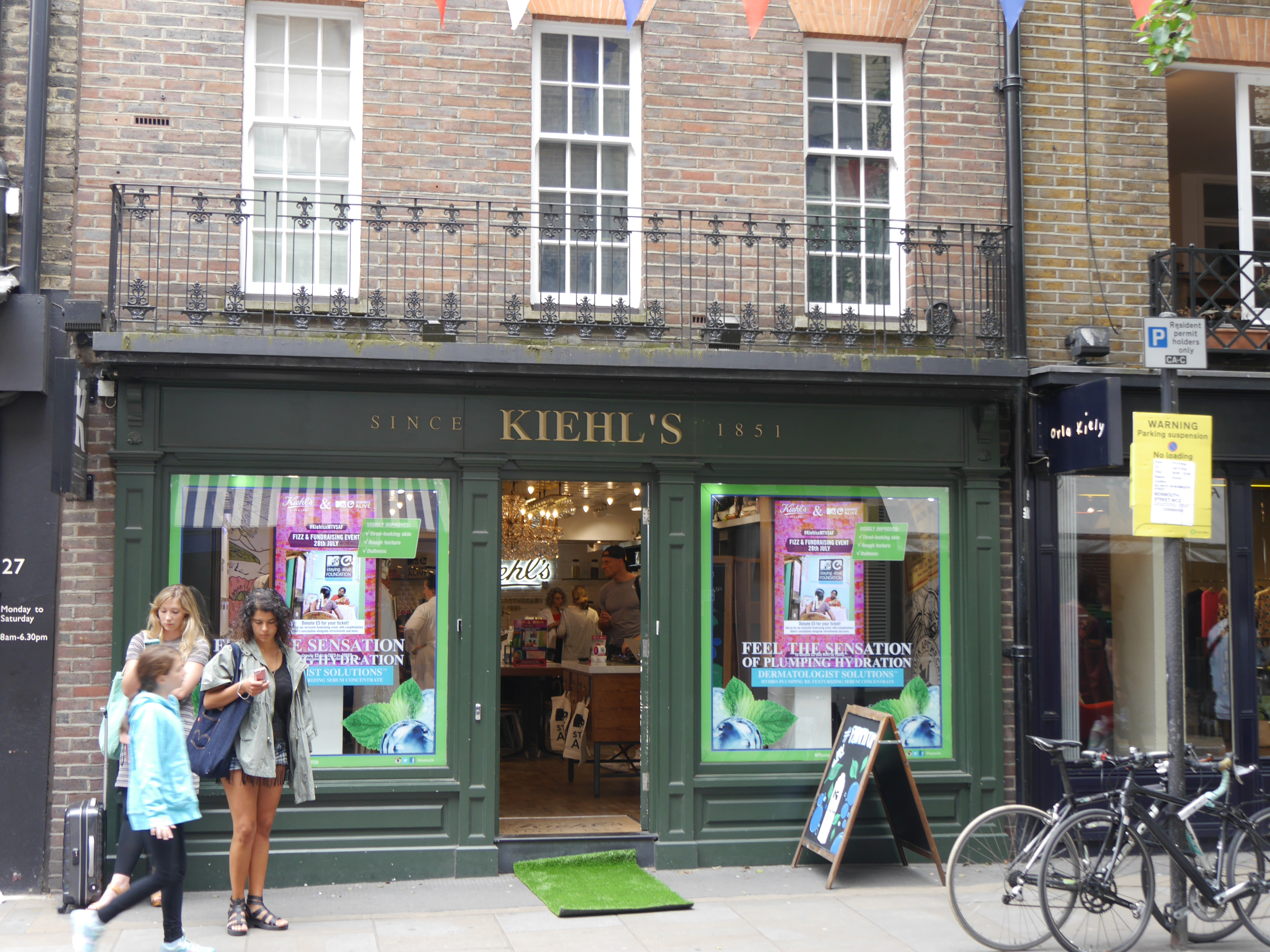
キールズ、モンマスストリート、コヴェントガーデン、ロンドン

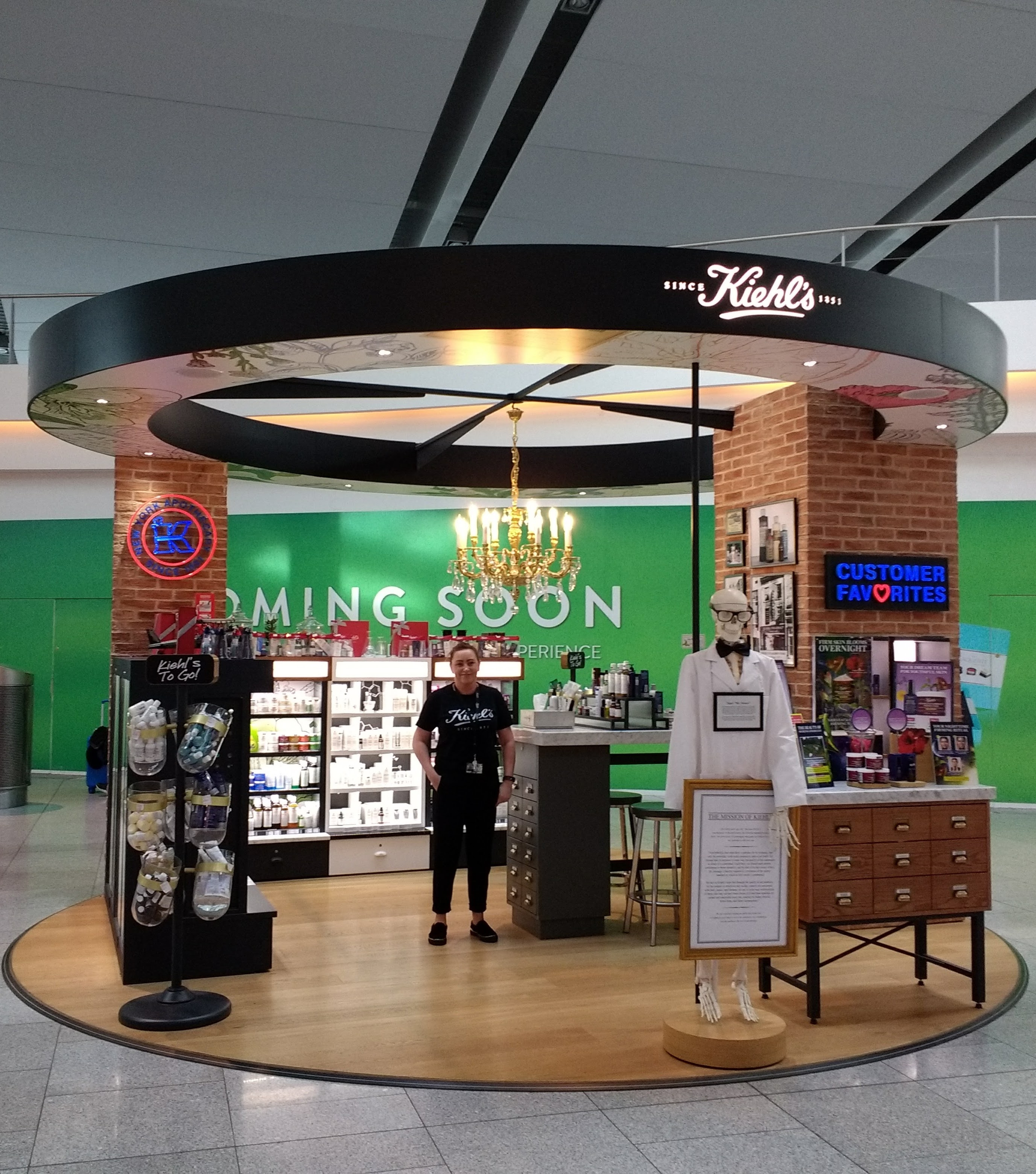
ダブリン空港のターミナル2にあるキールのキオスク。

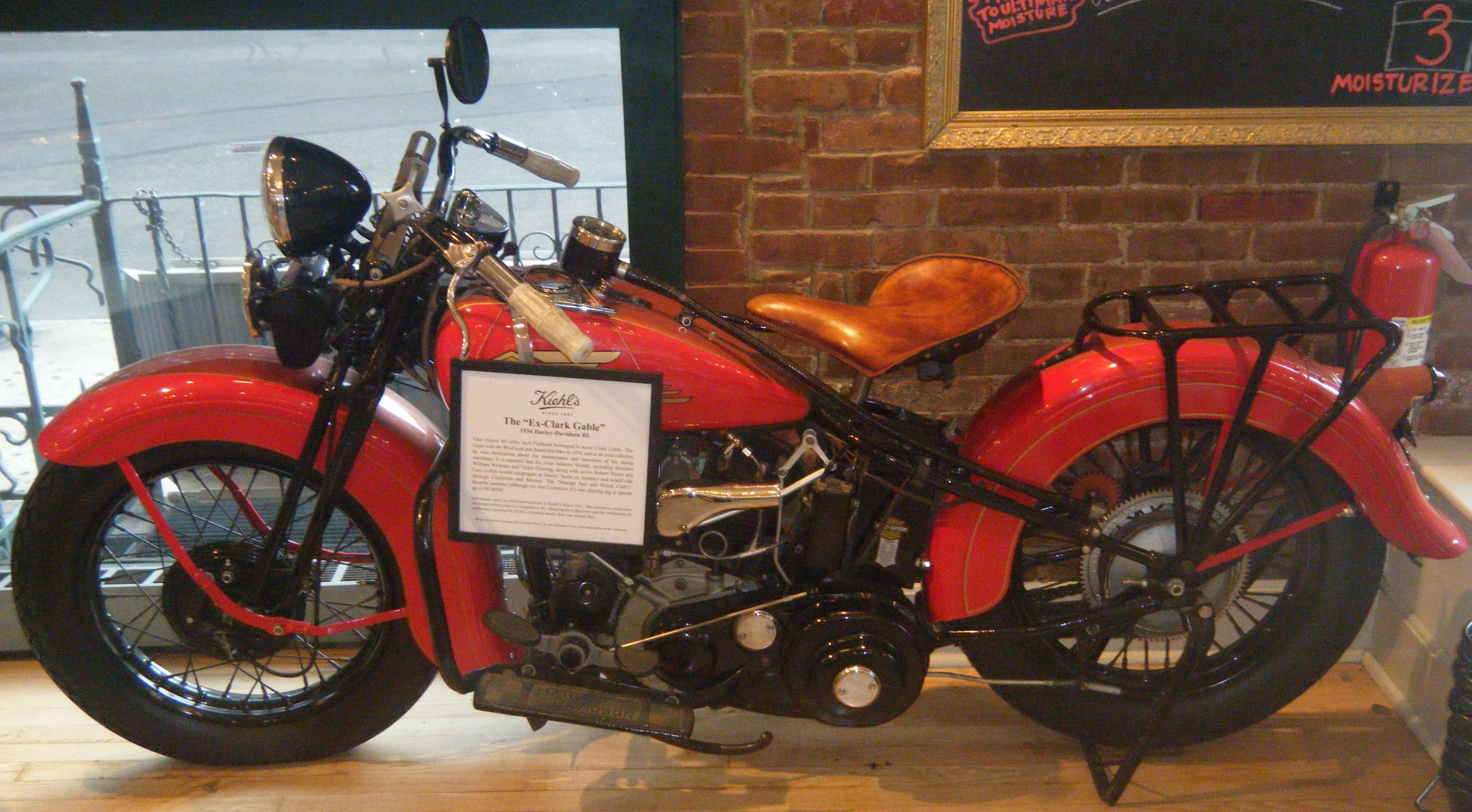
キールの旗艦店に展示されていた、アメリカの映画俳優クラークゲーブルが以前所有していた1934年のクラシックハーレーダビッドソンRLバイク。 キールの100を超える数のビンテージバイクが世界中に展示されています。

インフルエンサーを起用したSNSマーケティングをした広告宣伝。

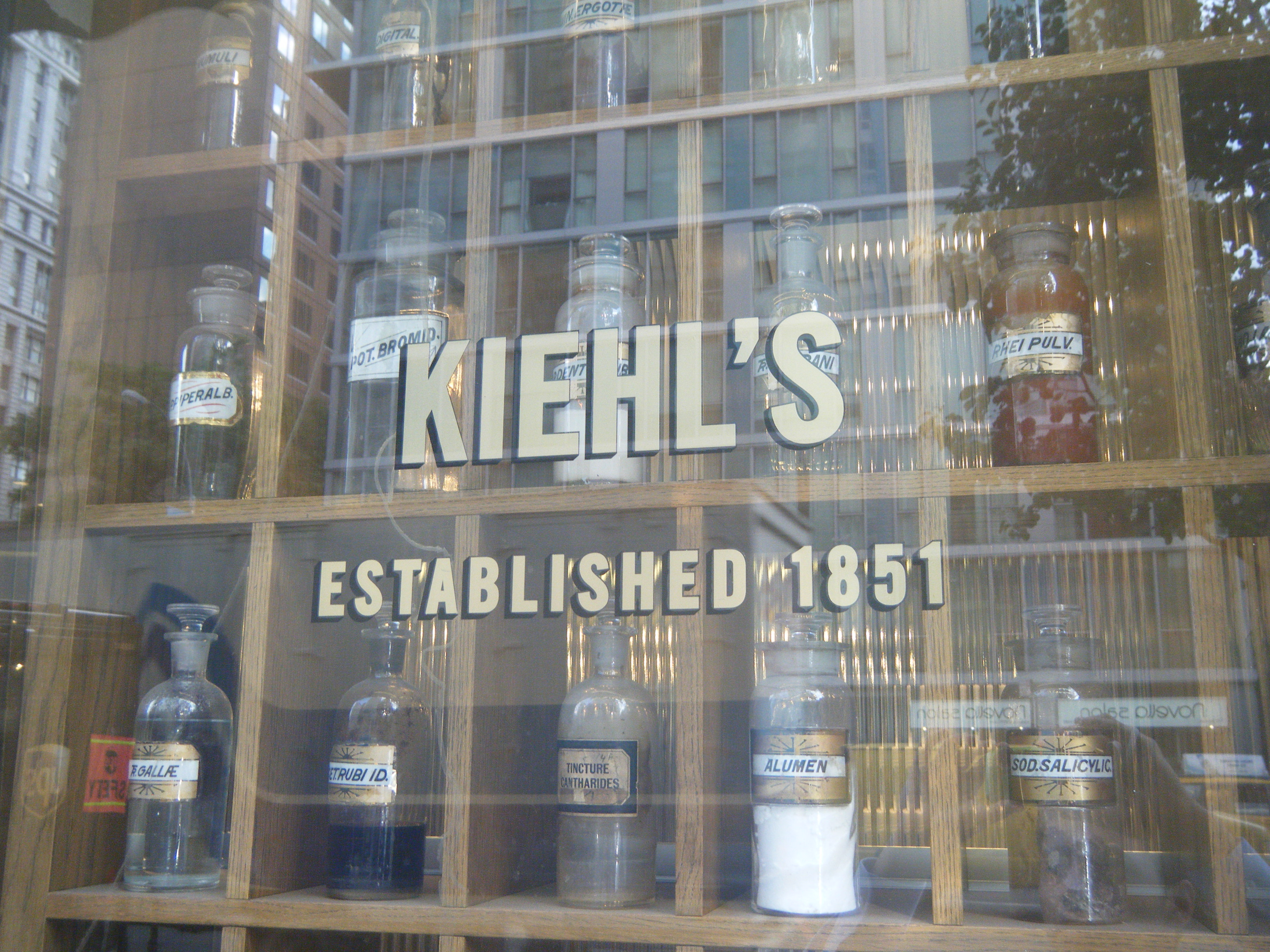
キールの元の薬局の店先ウィンドウに表示されたヴィンテージの薬剤師の遺物

### 参照
- キールズについて
- キールズができること